# Cutsòrn
Cutsòrn (en francès Cuzorn) és un municipi francès situat al departament d'Òlt i Garona i a la regió de la Nova Aquitània.

## Demografia
| 1962                                       | 1968 | 1975 | 1982 | 1990 | 1999 | 2007 |
| ------------------------------------------ | ---- | ---- | ---- | ---- | ---- | ---- |
| 823                                        | 822  | 786  | 837  | 901  | 870  | 842  |
| Des de 1962: població sense dobles comptes |      |      |      |      |      |      |

## Administració
| Període   | Identitat       | Partit |
| --------- | --------------- | ------ |
| 2001-2008 | Christian Rabot |        |
| 2008-     | Didier Caminade |        |

## Galeria d'imatges

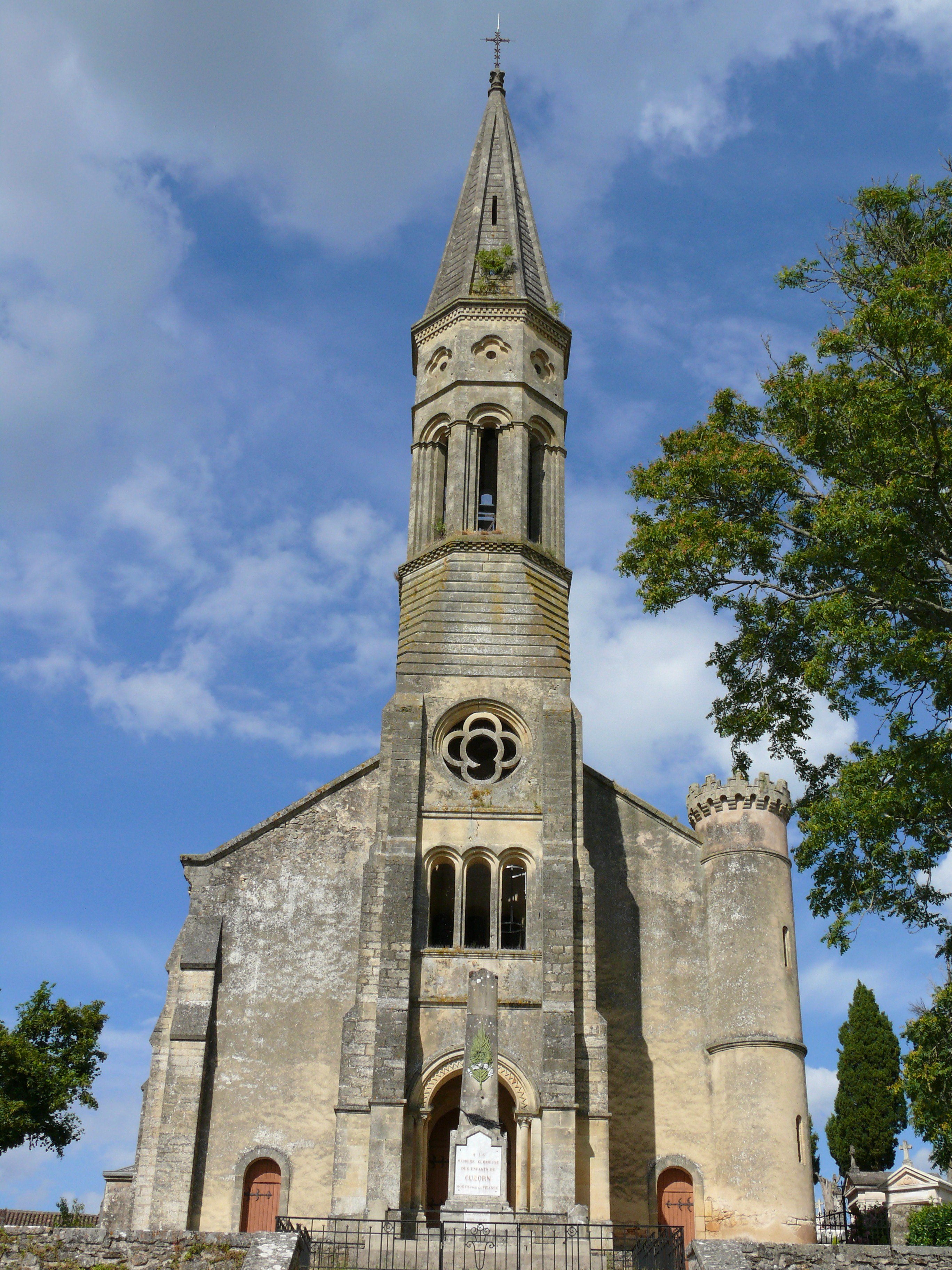
Església de Sant Martin
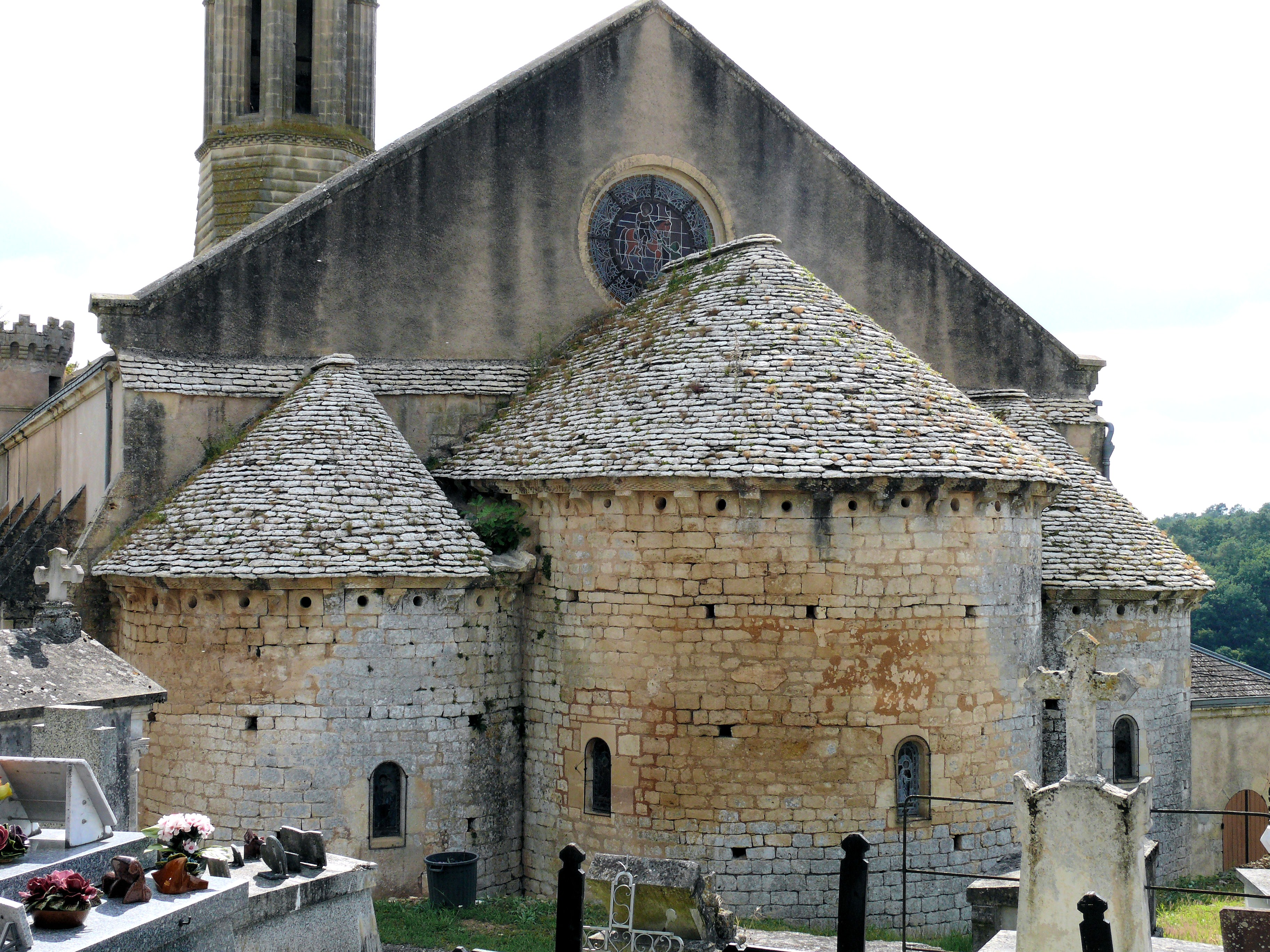
Església de Sant Martin
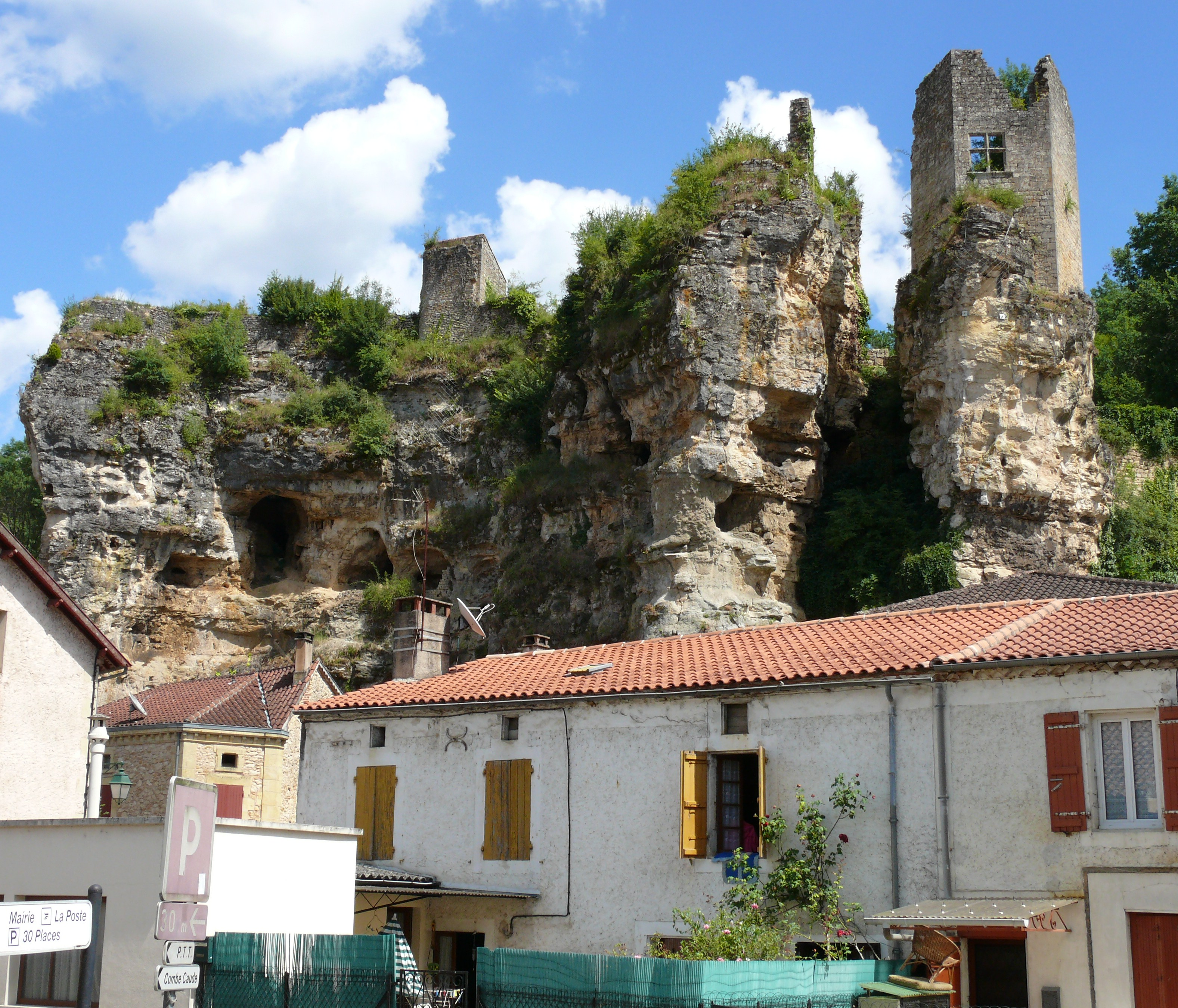
Castell